# Tutóia
Tutóia is een gemeente in de Braziliaanse deelstaat Maranhão. De gemeente telt 48.424 inwoners (schatting 2009).